# Ming Cseng-tung kínai császár
Ming Cseng-tung (1427. november 19. – 1464. február 23.) kínai császár 1436-tól 1449-ig, és 1457-től haláláig.
Ming Hszüan-tö fiaként született, és édesapja halála után lépett a trónra. A gyermekként trónra jutott Cseng-tung uralkodása elején meg ismét tudott erősödni a mongolok birodalma, ezúttal Eszen kán vezetésével. Magát a felnövekvő császárt a nagy hatalmú eunuchok tartották felügyelet alatt, akik közül Wang Csen († 1449) személyesen is részt vett a kormányzásban. 1449-ben Wang Csen hadjáratot indított a mongolok ellen, és a tisztek tanácsa ellenére személyesen küldte a császárt a sereg élére. A mongolok bekerítették a kínai sereget, Cseng-tung pedig fogságba esett.
Kína trónjára a császár fivére, Ming Csing-taj lépett. Cseng-tung – aki így már nem képviselte nagy értéket – egy évnyi fogság után a mongolok szabadon engedték. A volt császár hazatért Kínába, és elvonultan élt a következő években. 1457-ben Csing-taj elhunyt, és Cseng-tung másodszor is trónra lépett. Hét esztendőn át uralkodott, de tulajdonképpen ezúttal is csak bábként szerepelt az eunuchok kezében. Rendelkezéseiben – a kínai császárok közül elsőként – meghagyta, hogy ágyasait ne öljék meg a halála után. 1464-ben, 36 évesen fejezte be életét. A trónon fia, Ming Cseng-hua követte.

## Lásd még
- A Ming-dinasztia családfája

| Előző uralkodó: Ming Hszüan-tö | Kínai császár 1436 – 1449 | Következő uralkodó: Ming Csing-taj |

| Előző uralkodó: Ming Csing-taj | Kínai császár 1457 – 1464 | Következő uralkodó: Ming Cseng-hua |